# Urieni
Urieni – wieś w Rumunii, w okręgu Dolj, w gminie Teslui. W 2011 roku liczyła 322 mieszkańców.